# Rione di Santa Venera
Il quartiere di Santa Venera a Caltanissetta è uno degli antichi rioni della città, che prende il nome dall'omonima chiesa che è oggi inglobata nelle più grande chiesa di Santa Flavia. In città prima il rione faceva parte del quartiere di Santa Flavia con l'omonimo quartiere dei minatori costruito in epoca fascista.
Il quartiere è racchiuso a est, la parte più alta e dominante in direzione della collina di Sant'Anna, con la via Redentore.
Ad ovest con la Via Re d'Italia, un tratto di Via Suterese e un tratto di Via Pampillonia e parte di Corso Umberto I fino, poco dopo l'ex collegio gesuitico, a Via Aiello e da questa fino alla Via Arimondi all'altezza della chiesa di Santa Lucia. 
Infine a nord costeggia il quartiere Cozzarello con tutta la via di San Calogero da Via Redentore a via Re d'Italia.
Secondo una suddivisione del 2016 effettuata dall'Ufficio tecnico del Comune di Caltanissetta, esso ha una superficie complessiva di 49 121 m2, con 2 561 residenti al 2010.

## Storia
In origine il quartiere era il più esteso della città antica, esso era comprensivo del quartiere di San Domenico, come dimostra il colore della mappa di epoca borbonica. 
La strada del Convento di Santa Croce diventerà, quando verrà sistemata definitivamente dopo l'unità d'Italia con la pietra, il confine con lo stesso quartiere di San Domenico;  separandosi così definitivamente da quello di Santa Venera.
Il quartiere è stato chiamato Santa Flavia perché la chiesa di Santa Venera è di fatto inglobata nella più recente chiesa di Santa Flavia con l'annesso monastero benedettino.

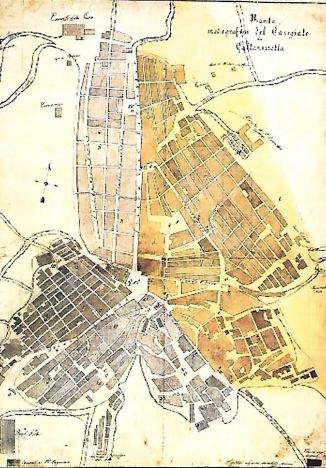
Antica mappa borbonica di Caltanissetta degli inizi 800
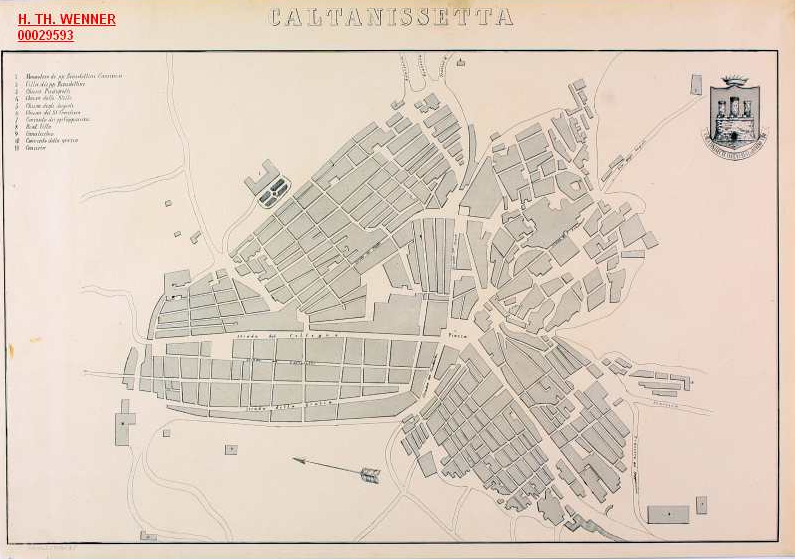
Antica mappa borbonica di Caltanissetta ante unità d'Italia
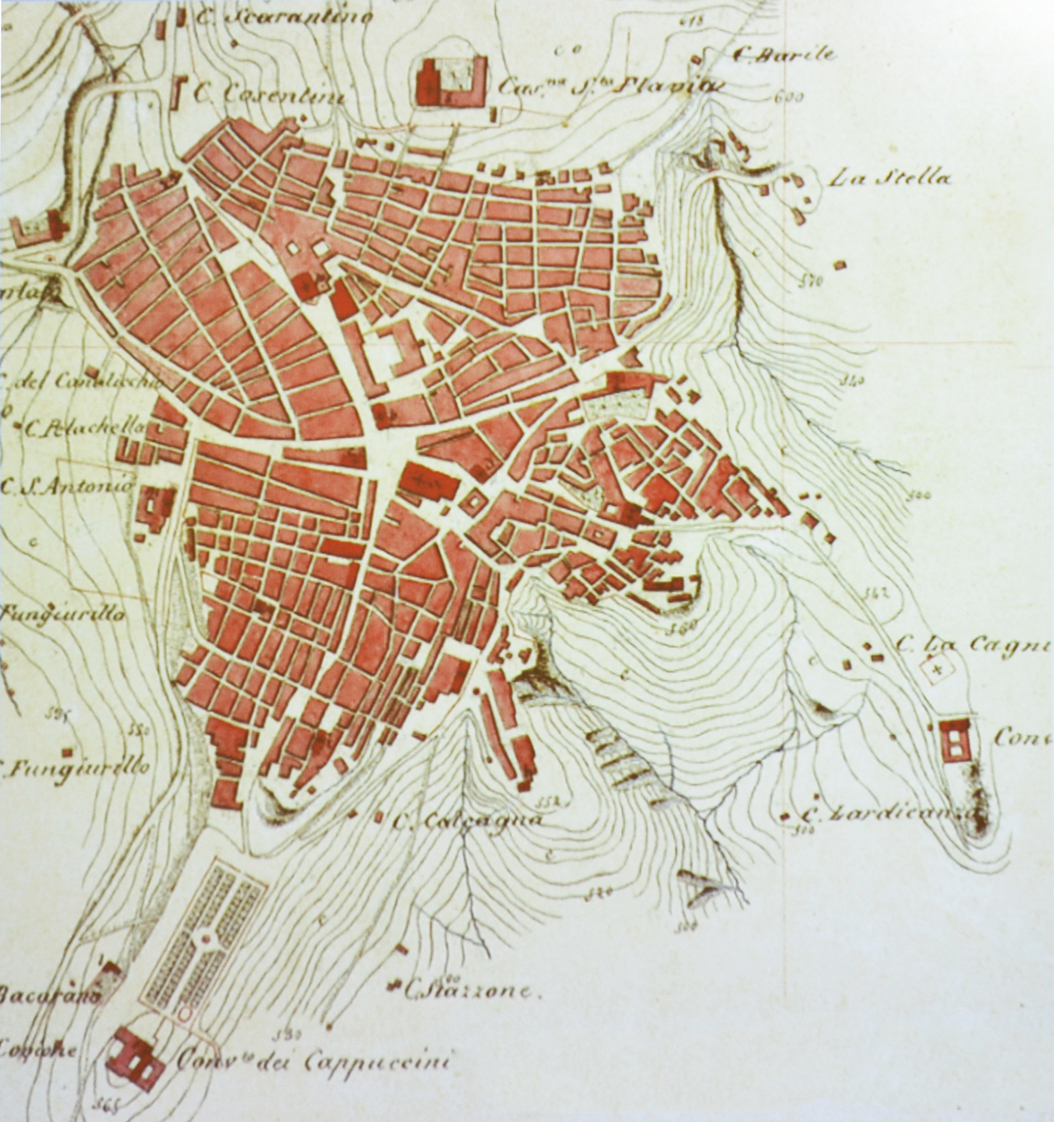
Antica mappa di Caltanissetta inizi 1864
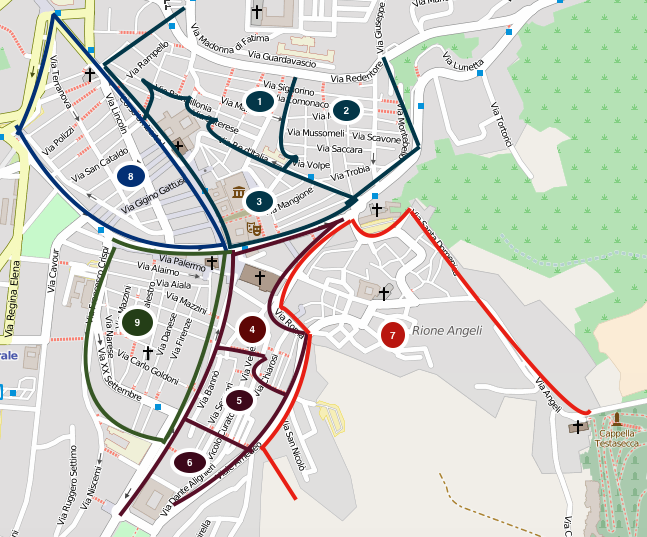
Quartieri e rioni di oggi a CL

## Monumenti
- Palazzetto Loria-Giunta
- Palazzo Tumminelli-Paternò

## Galleria d'immagini

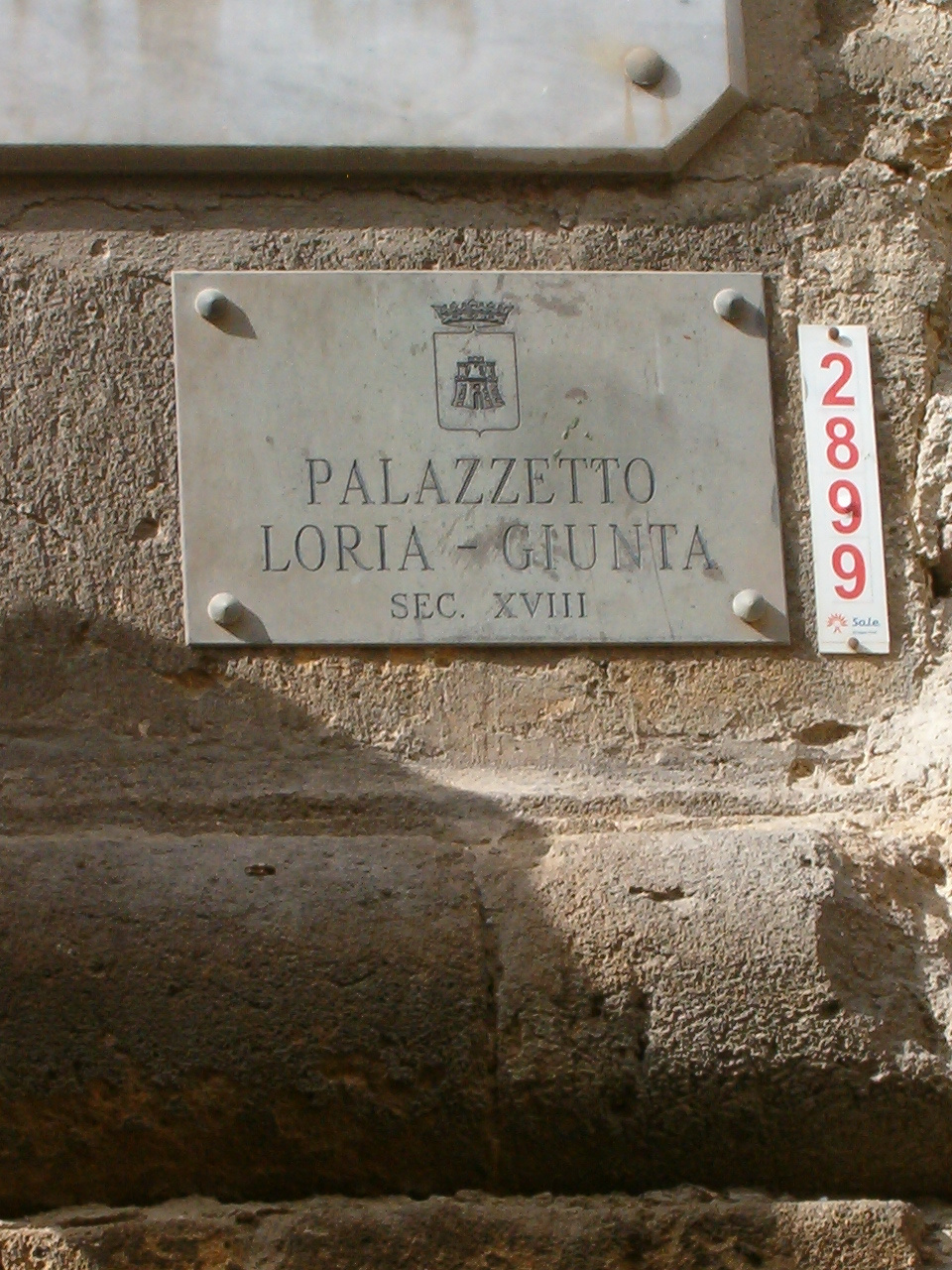
Targa Pal. Loria-Giunta
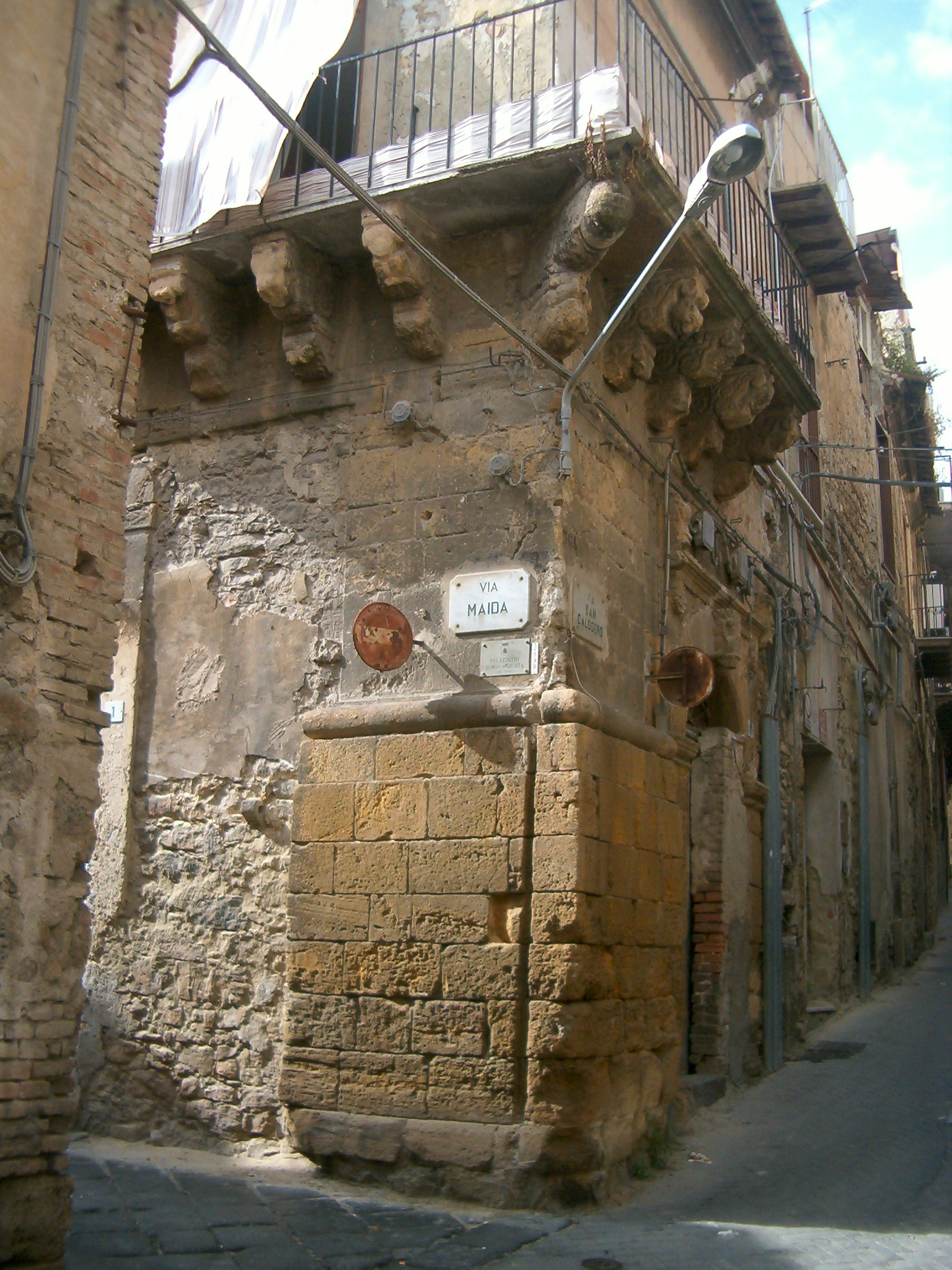
Pal. Loria-Giunta
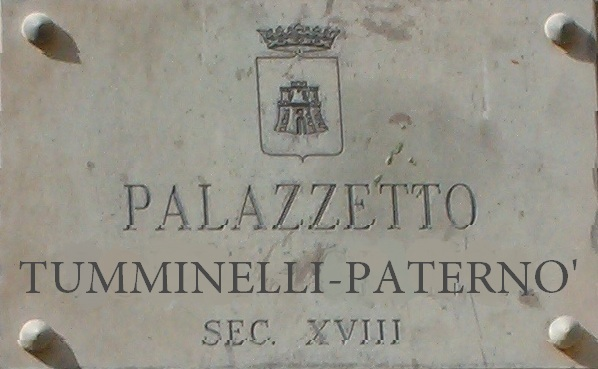
Targa Pal. Tumminelli-Paternò
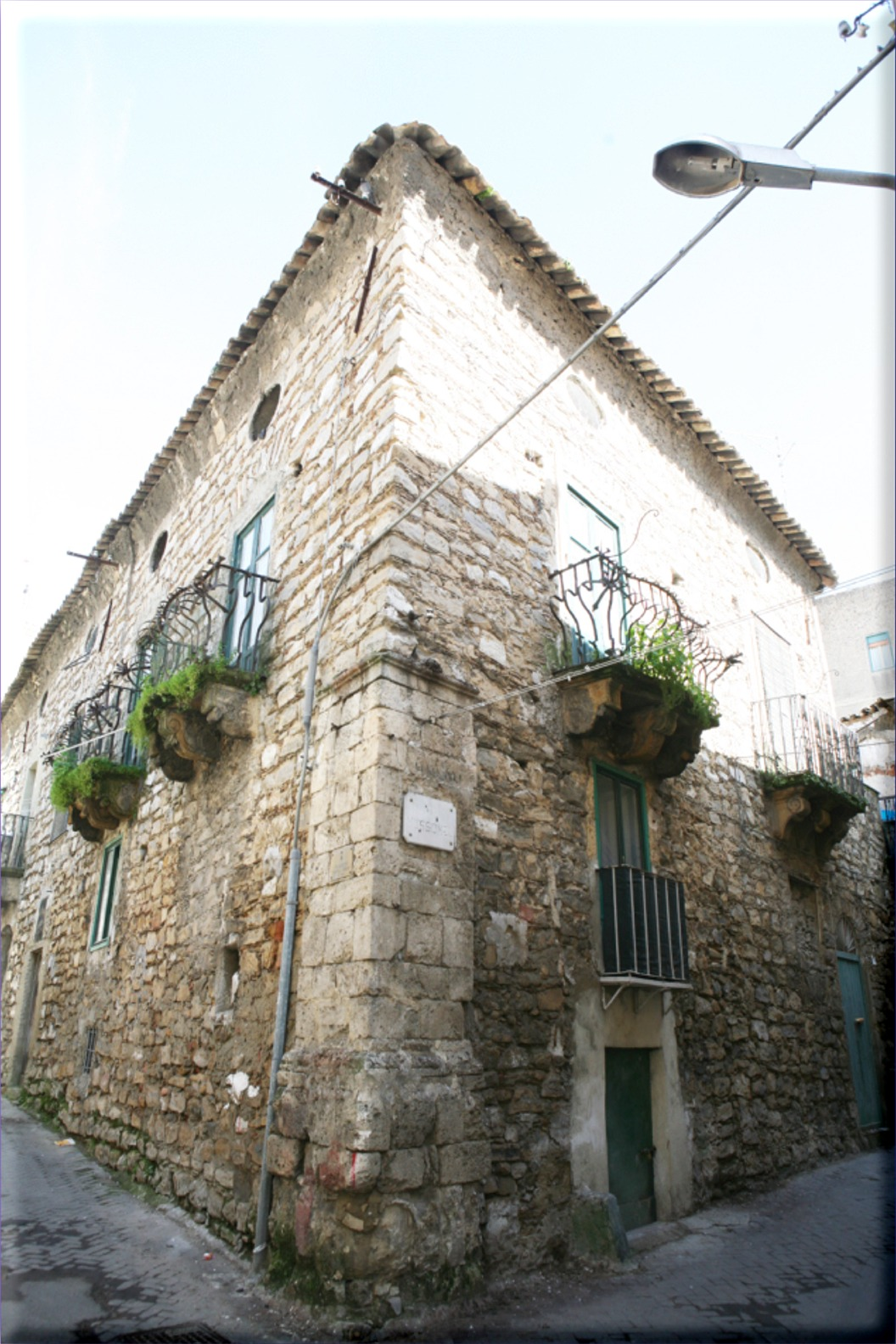
Angolo Pal.Tumminelli-Paternò.jpg
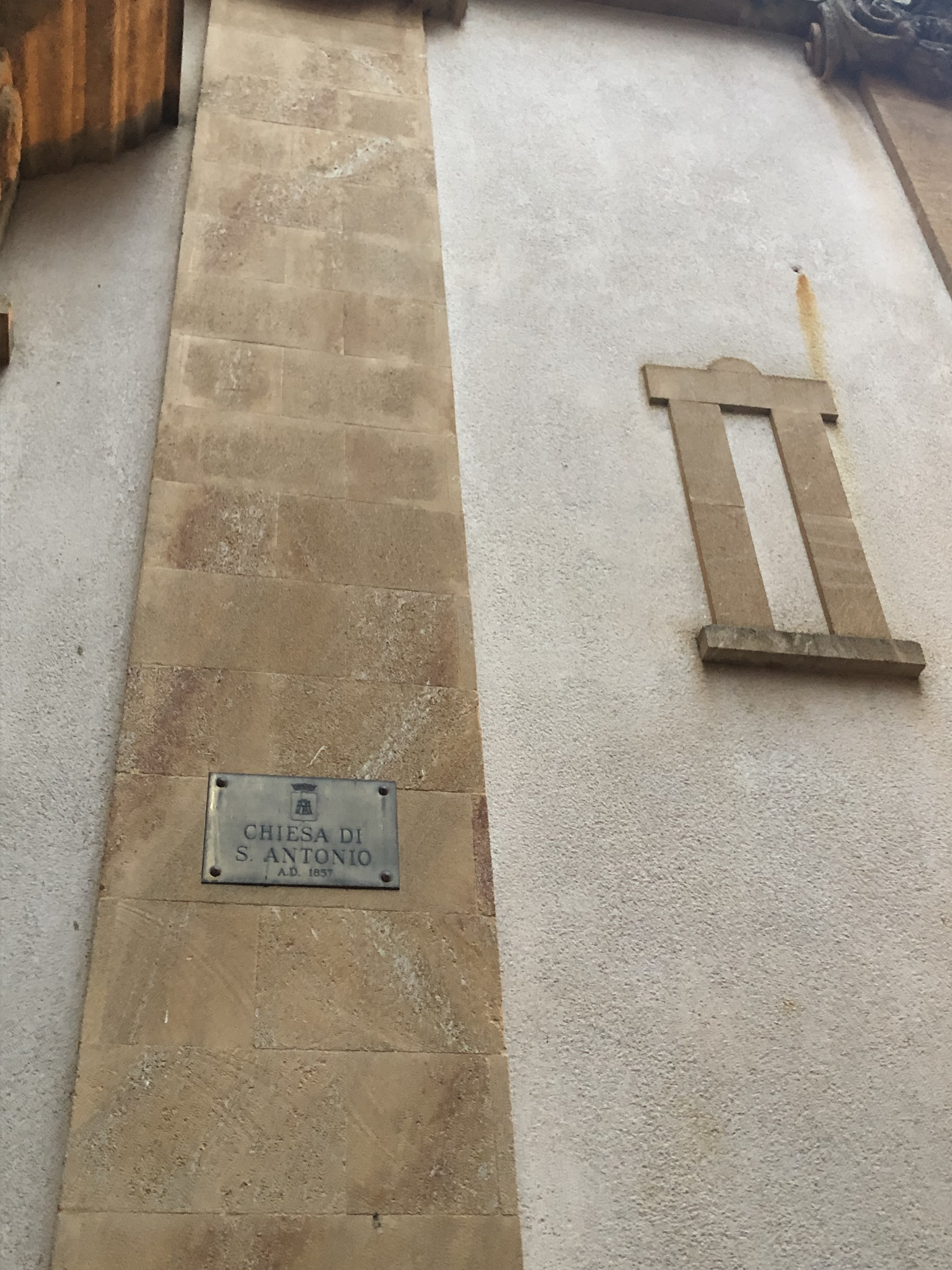
Targa della Chiesa di Sant'Antonio alla Saccara
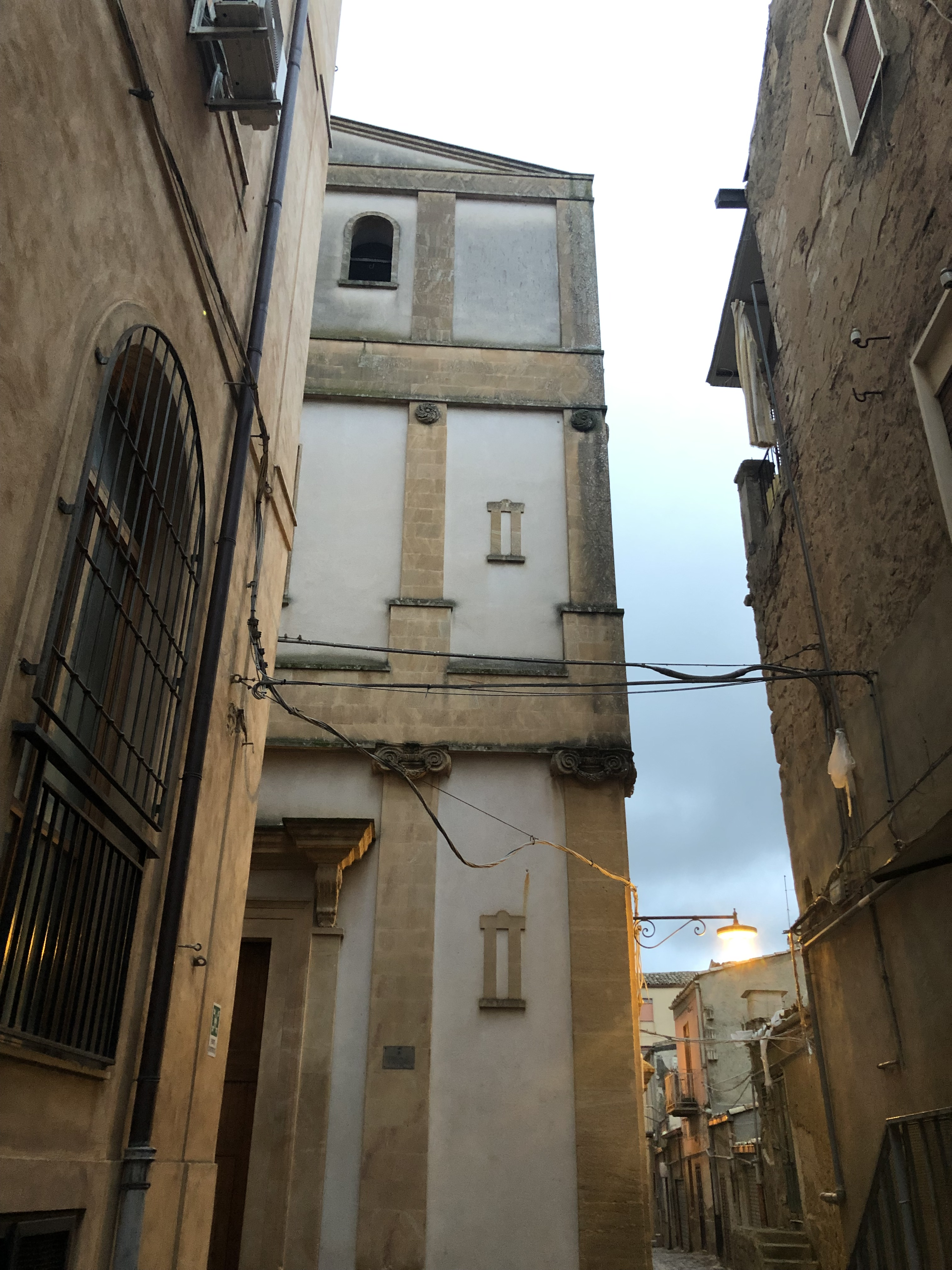
Chiesa di Sant'Antonio alla Saccara